# Helle Degn
Helle Degn, född 20 oktober 1946 i Köpenhamn, är en dansk socialdemokratisk politiker och f.d. biståndsminister. Hon var folketingsledamot 1971-1975 och 1977-2000 och kommendör av Dannebrogsorden sedan 2000.
Helle Degn är dotter till prokuristen Peter Degn och Lilly Degn. Hon tog realexamen 1963 och gick med i Danmarks Socialdemokratiske Ungdom som sjuttonåring. Hon studerade sedan till lärare vid Blågård Seminarium och tog examen 1971. Hon arbetade sedan som lärare i Ballerup (1971-1975) och Farum (från 1975). Vid samma tid började hennes politiska karriär ta fart, och hon var socialdemokratisk ledamot i Tårnby kommunfullmäktige (1969-1972). Hon blev invald i Folketinget 1971 och var då den yngsta ledamoten, 24 år gammal. Hon kom därmed att tillhöra kretsen av yngre socialdemokratiska ledamöter som bildade grupperingen Kaffeklubben inom partiet. Utöver Degn ingick även Svend Auken, Ritt Bjerregaard, Birte Weiss, Karl Hjortnæs och Inge Fischer Møller i denna gruppering.
I Folketingsarbetet hade Degn plats i flera framträdande utskott, däribland i utrikesnämnden (ordförande 1994-2000), finansutskottet (1982-1993 och 1994-2000), utrikesutskottet och utbildningsutskottet. Hon har även varit ordförande för den senare, samt varit partiets utbildningspolitiska- (1985-1992), biståndspolitiska- (1982-1992), utrikes- och säkerhetspolitiska (1994-2000) ordförande. Hon har även varit dansk ledamot i Interparlamentariska unionen (1977-1993 och 1994-2000). Hon kandiderade till posten som partiets vice ordförande 1984, på rekommendation av partiets jämställdhetsutskott, men förlorade mot Birte Weiss.
Degn var länge motståndare av Danmarks medlemskap i både EG och Nato, men ändrade ståndpunkt 1989. Hon har även varit engagerad i jämställdhetsfrågor och har bl.a. ingått i den danska delegationen i FN:s kvinnokonferens 1975, 1980, 1985 och 1995, samt varit styrelseledamot i Danske Kvinders Nationalråd (1977-1983) och ledamot i danska regeringens barnkommitté (1975-1981). Hon utsågs till ordförande av den danska regeringens jämställdhetsråd av statsminister Anker Jørgensen 1982, en post hon innehade till 1987. I samband med partiledaruppgörelsen mellan Svend Auken och Poul Nyrup Rasmussen gav hon sitt stöd till den senare, och utsågs till biståndsminister 1993. Hon fick dock lämna denna befattning redan 1994 i samband med en regeringsombildning.
Degn lämnade Folketinget i september 2000, efter nästan 27 år, för att bli kommissionär i Östersjörådet. Denna post innehade hon till 2004.

## Övriga förtroendeposter
- Ordförande av Dansk-Tanzaniansk Venskabsforening (1980-1982)
- Styrelseledamot i danska FN-förbundet (1980-1982)
- Vice president för Socialist International Women (1994-1999)
- Vice ordförande för OSSE:s parlamentariska församling (1994-1998)
- President för OSSE:s parlamentariska församling (1998-2000)
- Ordförande av OSSE:s socialistiska grupp (1994-1998)
- Styrelseledamot i Rehabiliteringscentret for etniske kvinder i Danmark (2004-)
- Presidieledamot i International Club of Copenhagen (2005-)
- Ambassadör för Dansk Folkehjælp (2006-)
- Ordförande av Mandela Center i Danmark (2008-2011), vice ordförande sedan 2011.